# Bibliothek ausgewählter Werke der Sowjetliteratur
Die Bibliothek ausgewählter Werke der Sowjetliteratur war eine deutschsprachige Buchreihe mit Übersetzungen von Sowjetliteratur aus dem Russischen, die in Moskau im Verlag für fremdsprachige Literatur erschien. Die Reihe erschien von Ende der 1940er Jahre bis in die späten 1950er Jahre und wurde zum Teil über DDR-Verlage vertrieben. Einige Werke sind mehrbändig. Einige Bände erschienen in weiteren Ausgaben.

## Bände (Auswahl)
Die folgende Übersicht erhebt keinen Anspruch auf Aktualität oder Vollständigkeit (das angegebene Jahr entspricht nicht in allen Fällen dem Ersterscheinungsjahr):
- Bahnbrecher. Granin, Daniil. 1958
- Der Fischersohn. Lācis, Vilis. 1955
- Werchowina, Land der Berge ... Tevelev, Matvej G.[1955]
- Die Shurbins. Kočetov, Vsevolod A. 1954
- Fünfzehn Lieder. Isakovskij, Michail V. 1954
- Die neunte Woge. Ėrenburg, Ilʹja. 1954, 2. Aufl.
- Das Wunderland Murawia. Tvardovskij, Aleksandr Trifonovič. 1953
- Nordlicht. Nikitin, Nikolaj N. 1953 (1955, 2. Ausg.)
- Der stille Don: Roman in vier Büchern. Michail A. Šolochov. 1954
- Studenten. Trifonov, Jurij. 1953
- Tschapajew. Furmanov, Dmitrij A. 1953 (1955)
- Wie der Stahl gehärtet wurde. Ostrovskij, Nikolaj A. 1953, 2. Ausg.
- Abai. Äuezov, Mūhtar. 1953
- Alitet geht in die Berge. Semuškin, Tichon 1952, 2. Aufl.
- Aisoltan aus dem Lande des weissen Goldes. Kerbabaev, Berdi. 1952
- Lyrische Gedichte. Ščipačev, Stepan P. 1952
- Die Malachitschatulle. Märchen aus dem Ural. Bažov, Pavel P. 1952 (1960 Neuausg.)
- Ein ungewöhnlicher Sommer. Fedin, Konstantin. 1950
- Fern von Moskau. Ažaev, Vasilij N. 1952, 2. Aufl.
- Peter der Erste. Tolstoj, Aleksej N. 1949, 1950
- Frühe Freuden. Fedin, Konstantin. 1948 (1950)
- Die Bernsteinkette. Pogodin, Nikolai. 1960